# جراحة العين الانكسارية
جراحة العين الانكسارية هي عملية جراحية تستخدم لتحسين حالة الانكسار للعين وتقليل الاعتماد على النظارات أو العدسات اللاصقة أو القضاء عليها. ويمكن أن تشمل هذه الأساليب المختلفة لإعادة الجراحي لل قرنية (تصحيح تحدب القرنية)، زرع عدسة أو استبدال عدسة (جراحة الساد). تستخدم الأساليب الأكثر شيوعًا اليوم أشعة الليزر لإعادة تشكيل انحناء القرنية. يمكن لجراحة العيون الانكسارية الناجحة أن تقلل أو تشفي من اضطرابات الرؤية الشائعة مثل قصر النظر، وقصر النظر، والاستجماتيزم، وكذلك الاضطرابات التنكسية مثل القرنية المخروطية.

## التاريخ

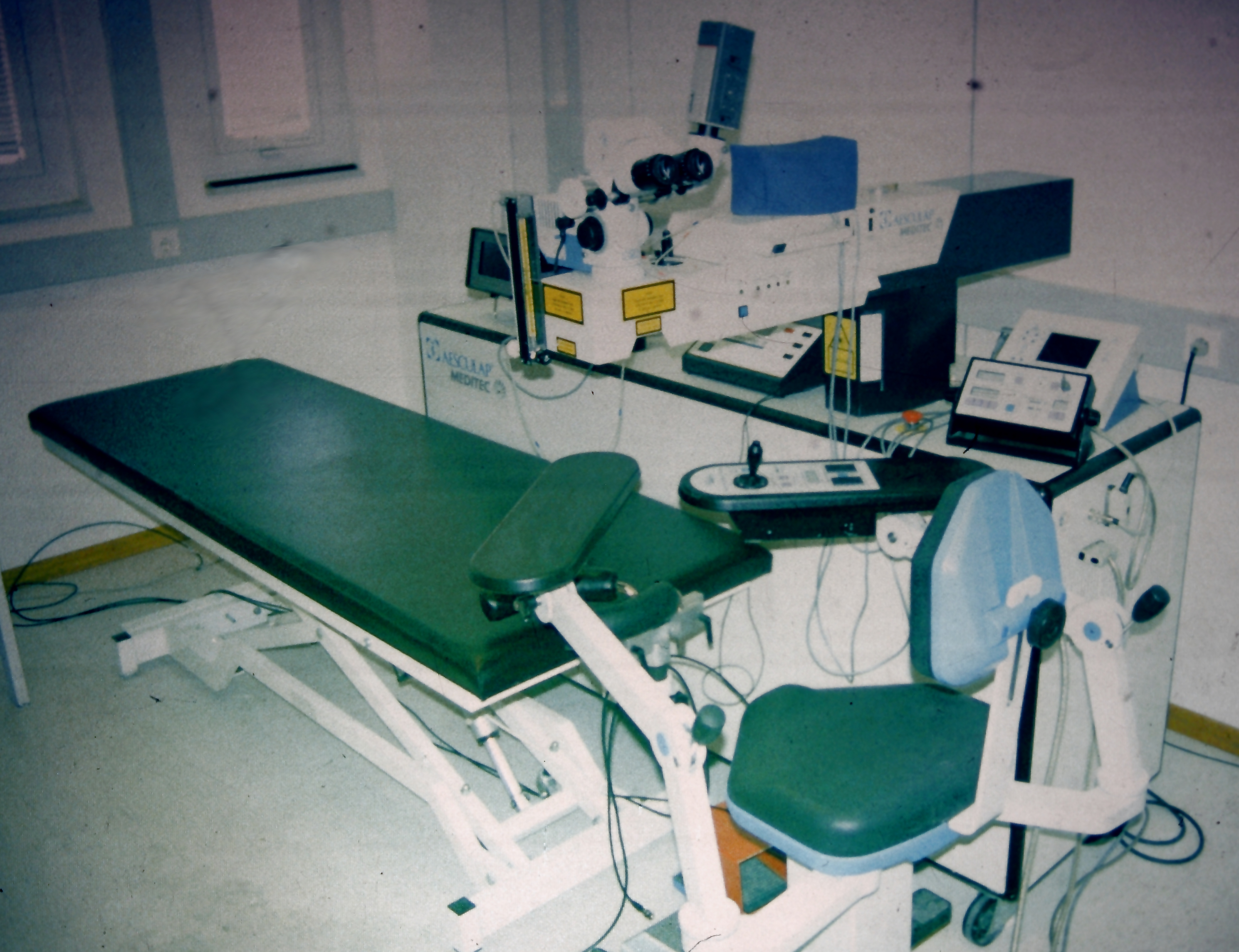
جهاز اكسيمرليزر الذي تم استخدامه لأول عملية جراحية في ليزك بواسطة ل.باليكاريس

تم نشر أول عمل نظري حول إمكانات الجراحة الانكسارية في عام 1896 من قبل ليندير جانز لانز، أستاذ طب العيون في هولندا. اقترح طريقة لتصحيح الاستجماتيزم عن طريق إجراء سلسلة من تخفيضات اختراق في القرنية. في عام 1930، قام عالم العيون الياباني تسوتومو ساتو بأول محاولات لإجراء هذا النوع من الجراحة، على أمل تصحيح رؤية الطيارين العسكريين. كان منهجه هو إجراء تخفيضات شعاعية في القرنية، وتصحيح الآثار بنسبة تصل إلى 6 ديوبتر. أنتجت العملية للأسف نسبة عالية من انحطاط القرنية، لكن سرعان ما رفضها المجتمع الطبي.
تم تطوير أول أسلوب يتقن جراحة الانكسار في عيادة باراكير لطب العيون (بوغوتا، كولومبيا)، في عام 1963، من قبل خوسيه باراكير. أسلوبه، ودعا تصحيح تحدب القرنية، وهذا يعني إعادة تشكيل القرنية (من κέρας اليونانية (kéras: القرن) وσμίλευσις (smileusis: نحت))، تمكين التصحيح، وليس فقط من قصر النظر، ولكن أيضا من مد البصر. يتضمن إزالة طبقة القرنية، وتجميدها بحيث يمكن نحتها يدويًا بالشكل المطلوب، وأخيراً إعادة زرع الطبقة المعاد تشكيلها في العين. على الرغم من أن هذا الشكل المبكر للجراحة الانكسارية (التقرن القروي مع التجمد) قد تحسن في عام 1986 من قبل الدكتور سوينجر (التقرن القرني دون تجميد)، ظلت تقنية غير دقيقة نسبيًا.
في عام 1974، تم تطوير إجراء الانكسار المسمى شق القرنية (RK) في الاتحاد السوفياتي بواسطة سفياتوسلاف فيودوروف وتم تقديمه لاحقًا إلى الولايات المتحدة. يتضمن RK إجراء عدد من التخفيضات في القرنية لتغيير شكلها وتصحيح الأخطاء الانكسارية. مصنوعة من شقوق بسكين الماس. بعد إدخال RK، صحح الأطباء بشكل روتيني قصر النظر والبعد والاستجماتيزم باستخدام تطبيقات مختلفة من الشقوق على القرنية.
وفي الوقت نفسه، أدت التجارب التي أجريت في عام 1970 باستخدام ثنائي الوحدات وفي عام 1975 باستخدام هاليدات الغاز النبيلة إلى اختراع نوع من الليزر يسمى ليزر إكسيمر. في حين تم استخدام الليزر إكسيمر في البداية للأغراض الصناعية، في عام 1980، اكتشف رانجاسوامي سرينيفاسان، وهو عالم من IBM كان يستخدم ليزر إكسيمر لإنشاء دوائر مجهرية في الرقائق الدقيقة لمعدات المعلوماتية، أنه يمكن أيضًا استخدام إكسيمر لقطع الأنسجة العضوية عالية دقة دون أضرار حرارية كبيرة. إن اكتشاف ليزر فعال للتقطيع البيولوجي، إلى جانب تطوير أجهزة الكمبيوتر للتحكم فيه، مكّن من تطوير تقنيات جديدة لجراحة الانكسار.
في عام 1983، أجرى ستيفن تروكيل، وهو عالم في جامعة كولومبيا، بالتعاون مع سرينيفاسان، أول عملية استئصال القرنية التنكسية الضوئية (PRK)، أو القرنية في الموقع (دون فصل طبقة القرنية) في ألمانيا. أول براءة اختراع لهذا النهج، والتي أصبحت تعرف فيما بعد باسم جراحة الليزك، منحت من قبل مكتب براءات الاختراع الأمريكي إلى غلام علي. بيمان، دكتوراه في الطب في 20 يونيو 1989. إنه يشتمل على قطع رفرف في القرنية وسحبها مرة أخرى لفضح سرير القرنية، ثم استخدام ليزر المثير لإخماد السطح المكشوف بالشكل المطلوب، ثم استبدال الغطاء. تم صياغة اسم ليزك في عام 1991 من قبل جامعة كريت وفاردينويانيون أي.
تم منح براءات الاختراع المتعلقة بما يسمى بتقنيات ليسك و PRK ذات الحزمة العريضة لشركات الولايات المتحدة بما في ذلك فسكس وسامت خلال الفترة 1990-1995 بناءً على براءة الاختراع الأمريكية الأساسية الصادرة إلى IBM (1983) والتي ادعت استخدام ليزر الأشعة فوق البنفسجية للتخلص من الأنسجة العضوية.
في عام 1991، جي.تي. لين، الحاصل علي دكتوراه (فيزيائي صيني) حصل على براءة اختراع أمريكية لتكنولوجيا جديدة باستخدام بقعة طيران لـليزك مخصصة تستخدم حاليًا في جميع أنحاء العالم. أول براءة اختراع أمريكية تستخدم جهاز تتبع العين لمنع الحركة بعيدا عن المركز في إجراءات الليزك مُنحت لعالم فيزيائي صيني آخر هو الدكتور س. لاي في 1993.

## تقنيات

### إجراءات السديلة
يتم الاجتثاث بالليزر إكسيمر تحت قشور القرنية الصفائحية ذات سماكة جزئية.
- القرنية الصفائحية (ALK): يستخدم الجراح أداة مبضع القرنية المجهري لخفض سديلة رقيقة من أنسجة القرنية. يتم رفع رفرف مثل باب يتوقف، تتم إزالة الأنسجة المستهدفة من سدى القرنية، مرة أخرى مع مبضع القرنية المجهري، ثم يتم استبدال رفرف.
- بالليزك (Keratomileusis (ليزك)): يستخدم الجراح إما مبضع القرنية المجهري أو ليزر فيمتوثانية لقطع رفرف من أنسجة القرنية (عادة بسمك 100-180 ميكرومتر). يتم رفع الغطاء مثل باب مفصلي، ولكن على النقيض من ALK، تتم إزالة الأنسجة المستهدفة من سدى القرنية باستخدام ليزر المثير. في وقت لاحق يتم استبدال رفرف. عندما يتم إنشاء سديلة باستخدام ليزر فيمتوثانية بالعلامة التجارية انتراليزك، تسمى الطريقة انتراليزك؛ الليزر الأخرى مثل زيمر تصنع سديلة بالمثل. يؤكد أنصار هذه الطريقة تفوقها على الليزك «التقليدي»، ولكن لم تكن هناك دراسات مستقلة قاطعة لإثبات أن هذا بيان حقيقي. أحد الانتقادات المفترضة لاستخدام مبضع القرنية المجهري هو ترسب شظايا المعادن المجهرية من الشفرة إلى موقع الجراحة.
- استخراج عدس الانكسار (ريليكس):
  - ريليكس «فليكس» (استخراج عدس فيمتوثانية): يقوم ليزر فيمتوثانية بقطع عدس داخل سدى القرنية. بعد ذلك، يتم قطع رفرف يشبه الليزك والذي يمكن رفعه للوصول إلى العدس. تتم إزالة هذا من خلال تشريح اليدوي باستخدام ملعقة حادة وملقط.
  - ريليكس«سمايل» (استخراج عدسي شق صغير): تقنية أحدث بدون رفرف، يقوم ليزر فيمتوثانية بقطع عدس داخل سدى القرنية. يتم استخدام نفس الليزر لقطع شق صغير على طول محيط العدس حوالي 1/5 حجم شق ليزيك قياسي رفرف. يستخدم الجراح بعد ذلك أداة مصممة خصيصًا لفصل وإزالة العدس من خلال الشق، تاركة الصفائح الأمامية للقرنية سليمة. لا يتم استخدام الليزر اكزيمر في «اجرائات-ريليكس».[4]

### الإجراءات السطحية
يتم استخدام ليزر اكزيمر لخفض الجزء الأمامي من سدى القرنية. هذه الإجراءات لا تتطلب سمك جزئي مقطوع في سدى. تختلف طرق الاجتثاث السطحي فقط في طريقة معالجة الطبقة الظهارية.
- إن عملية استئصال القرنية المستطيلة للضوء (PRK) هي إجراء للمرضى الخارجيين يتم إجراؤه عمومًا باستخدام قطرات مخدر موضعي (مثل ليزك/ ليزك). إنه نوع من الجراحة الانكسارية التي تعيد تشكيل القرنية عن طريق إزالة الكميات المجهرية من الأنسجة من سدى القرنية، باستخدام شعاع من الضوء يتحكم فيه الكمبيوتر (ليزر إكسيمر). الفرق من ليزك هو أن الطبقة العليا من الظهارة تتم إزالتها (ويتم استخدام العدسات اللاصقة ضمادة)، لذلك لا يتم إنشاء رفرف. يعد وقت الاسترداد أطول مع PRK مقارنةً بـليزك، على الرغم من أن النتيجة النهائية (بعد 3 أشهر) هي نفسها (جيدة جدًا). في الآونة الأخيرة، تم إجراء الاستئصال المخصص باستخدام ليزك وليزيك و PRK.
- إن استئصال القرنية عبر الظهارة الظهارية الظهارية (TransPRK) عبارة عن عملية جراحية بمساعدة العين بالليزر لتصحيح أخطاء الانكسار في قرنية العين البشرية. إنها تستخدم ليزر إكسيمر لتخفيف الطبقة الخارجية للقرنية، الظهارة، وكذلك النسيج الضام، السدى، لتصحيح قوة العين البصرية.
- ظهارة شبه بمساعدة الليزر: يعد القرنية العضلية (ليزك) إجراءً يغير أيضًا شكل القرنية باستخدام الليزر المثير للتخفيف من الأنسجة من سدى القرنية، تحت ظهارة القرنية، والتي تظل في الغالب سليمة لتكون ضمادة طبيعية. يستخدم الجراح محلول كحول لتخفيف ثم رفع طبقة رقيقة من الظهارة بشفرة تريفين (عادة بسمك 50 ميكرومتر).[5] خلال الأسابيع التي تلت ليزك، تلتئم الظهارة، دون ترك أي رفرف دائم في القرنية. يمكن أن تنطوي عملية الشفاء هذه على إزعاج مماثل لتلك الموجودة في PRK.
- ابي-ليزك هي تقنية جديدة شبيهة بتقنية ليزك التي تستخدم كيراتومي لبرنامج التحصين الموسع (بدلاً من شفرة التريفين والكحول)، لإزالة الطبقة العليا من الظهارة (عادة بسمك 50 ميكرومتر)، يتم استبداله لاحقًا. بالنسبة لبعض الأشخاص، يمكن أن يقدم نتائج أفضل من ليزك العادية من حيث أنه يتجنب إمكانية حدوث آثار سلبية من الكحول، وقد ينطوي الانتعاش على قدر أقل من الانزعاج.
- عبر ظهارة اللا اللمس المخصصة (سي-تين) هي إستراتيجية مبتكرة لجراحة القرنية التي تتجنب أي معالجة للقرنية من خلال نهج عبر ظهاري كامل بمساعدة الليزر. نظرًا لأن سي-تين مصمم على شكل كل عين على حدة، فإنه يمكن علاج مجموعة كبيرة ومتنوعة من أمراض القرنية من الانكسار إلى العلاجي.[6] يشار أحيانًا إلى سي-تين باسم الاجتثاث السطحي المتقدم (ASA)

### إجراءات شق القرنية
- يستخدم شق القرنية (RK)، الذي طوره عالم العيون الروسي سفياتوسلاف فيودوروف في عام 1974، شقوق على شكل حرف، مصنوعة دائمًا بسكين من الماس، لتغيير شكل القرنية وتقليل قصر النظر أو الاستجماتيزم؛ هذه التقنية هي، في المتوسط إلى عالية ديوبتر، وعادة ما تحل محلها أساليب أخرى تصحيحية.
- يستخدم فغر القرنية (AK)، المعروف أيضًا باسم فغر القرنية الوصفي، شقوق منحنية في محيط القرنية لتصحيح مستويات عالية من الاستجماتيزم غير المرضي، حتى 13 ديوبتر. غالبًا ما يستخدم حزب العدالة والتنمية لتصحيح الاستجماتيزم المرتفع بعد القرنية أو الاستجماتيزم بعد الجراحة.[7]
- شقوق الاسترخاء الحوفي (LRI) عبارة عن شقوق بالقرب من الحافة الخارجية للقزحية، وتستخدم لتصحيح الاستجماتيزم البسيط (عادة أقل من 2 ديوبتر). غالبًا ما يتم إجراء هذا بالتزامن مع زرع عدسة داخل العين.

### إجراءات أخرى
- اخترع تخثر القرنية الشعاعي، المعروف أيضا باسم Radial Thermokeratoplasty، في عام 1985 من قبل سفياتوسلاف فيودوروف ويستخدم لتصحيح طول النظر عن طريق وضع حلقة من 8 أو 16 حروق صغيرة تحيط التلميذ، وتصلب القرنية مع حلقة من تضيق الكولاجين. كما يمكن استخدامه لعلاج أنواع مختارة من الاستجماتيزم. يتم الآن استبداله عمومًا بالقرنية الحرارية بالليزر / عملية الليزر بالليزر.
- رأب القرنية بالليزر الحراري (LTK) هي عملية قرنية حرارية لا تعمل باللمس يتم إجراؤها باستخدام ليزر هولميوم، في حين أن القرنية الموصلة بالليزر (CK) عبارة عن قرنية رأب حرارية يتم إجراؤها باستخدام مسبار كهربائي عالي التردد. القرنية الحرارية يمكن أن تستخدم أيضا لتحسين طول النظر الشيخوخي أو رؤية القراءة بعد سن 40.
- تمت الموافقة على أجزاء حلقة القرنية Intrastromal من قبل FDA لعلاج درجات قصر النظر المنخفضة.
- يمكن أيضًا استخدام غرس العدسة داخل العين (PIOL) داخل العين لتغيير أخطاء الانكسار. أحدث نوع من التدخلات هو نوع من PIOL يُسمى عدسة زراعة العدسة داخل العين (ICL) التي تستخدم عدسة مرنة متوافقة حيوياً والتي يمكن إدراجها في العين عبر 3   شق مم. يتم استخدام ICL لتصحيح قصر النظر الذي يتراوح من opt0.5 إلى opt18 diopters، و +0.5 قوة الاسطوانة إلى +6.0 لنماذج Toric ICL.
- يمكن تقسيم الجراحة الانكسارية عمومًا إلى: جراحة القرنية، جراحة الصلبة، جراحة ذات صلة بالعدسة (بما في ذلك زرع عدسة العين بالبوليك فاكيك، استخلاص العدسات الواضحة، البلعوم الضوئي والدوامة الضوئية لتصحيح البيزوبيا)
- من أجل تصحيح طول النظر الشيخوخي، تم تطوير أصلاً ترصيع للقرنية يتكون من حلقة سوداء مسامية تحيط بفتحة صغيرة واضحة بواسطة دكتور. ميلر واتش. جراي دكتوراه ومجموعة في أكيوفوكاس. يتم وضع البطانة تحت رفرف ليزك أو في جيب رحم.[8][9]

## توقعات
أظهرت الأبحاث التي أجراها مركز أبحاث ماجيل لتصحيح الرؤية، جامعة ساوث كارولينا الطبية، أن معدل رضا المرضى الإجمالي بعد جراحة الليزك الأولية كان 95.4 ٪. أنها متباينة كذلك بين قصر النظر ليزك (95.3 ٪) وليزك فرط النظر (96.3 ٪). وخلصوا إلى أن الغالبية العظمى (95.4 ٪) من المرضى كانوا راضين عن نتائجهم بعد جراحة الليزك.
يستخدم أطباء العيون أساليب مختلفة لتحليل نتائج الجراحة الانكسارية، وتغيير أساليبهم لتوفير نتائج أفضل في المستقبل. تتم برمجة بعض هذه الأساليب في الأجهزة التي يستخدمها أطباء العيون لقياس انكسار العين وشكل القرنية، مثل تضاريس القرنية.

## المخاطر
في حين أن الجراحة الانكسارية أصبحت بأسعار معقولة وآمنة أكثر، فقد لا ينصح بها الجميع. الأشخاص الذين يعانون من بعض أمراض العيون التي تشمل القرنية أو شبكية العين، والنساء الحوامل، والمرضى الذين يعانون من حالات طبية مثل الجلوكوما أو مرض السكري أو أمراض الأوعية الدموية غير الخاضعة للرقابة أو أمراض المناعة الذاتية ليسوا مرشحين جيدين للجراحة الانكسارية. القرنية المخروطية، وهو ترقق تدريجي للقرنية، هو اضطراب شائع في القرنية. القرنية المخروطية التي تحدث بعد الجراحة الانكسارية تسمى القرنية اكتاسيا. يُعتقد أن ترقق القرنية الإضافي عن طريق الجراحة الانكسارية قد يسهم في تقدم المرض الذي قد يؤدي إلى الحاجة إلى عملية زرع القرنية. لذلك، القرنية المخروطية هي موانع لجراحة الانكسار. يتم استخدام طبوغرافيا القرنية وباكيميتري للكشف عن القرنيات غير الطبيعية. علاوة على ذلك، قد لا يسمح شكل عين بعض الأشخاص بإجراء جراحة انكسارية فعالة دون إزالة الكميات المفرطة من أنسجة القرنية. يجب على أولئك الذين يفكرون في جراحة العين بالليزر إجراء فحص كامل للعين.
على الرغم من أن خطر حدوث مضاعفات يتناقص مقارنة بالأيام الأولى للجراحة الانكسارية، لا تزال هناك فرصة صغيرة لمشاكل خطيرة. وتشمل هذه مشاكل في الرؤية مثل الظلال، الهالات، انفجار النجوم، الرؤية المزدوجة، ومتلازمة العين الجافة. من خلال الإجراءات التي تخلق رفرفًا دائمًا في القرنية (مثل الليزك)، هناك أيضًا إمكانية لإزاحة الصدمة الصدمية العرضية بعد سنوات من الجراحة، مع نتائج كارثية محتملة إذا لم تعطى عناية طبية فورية.
بالنسبة للمرضى الذين يعانون من الحول، يجب تقييم مخاطر المضاعفات مثل الشفط و / أو زيادة زاوية الحول بعناية. في حالة إجراء جراحة الانكسار وجراحة الحول، يوصى بإجراء الجراحة الانكسارية أولاً.

## الأطفال
الجراحة الانكسارية للأطفال تشمل المخاطر الأخرى من الجراحة الانكسارية على البالغين، ولكن يجوز أن يبين ذلك خاصة بالنسبة للأطفال الذين فشلت بسبب خطأ الانكسار، والتنمية المعرفية أو المرئي ولا سيما في حالات الأخطاء الانكسارية عالية الثنائي، تفاوت الانكسار، غموض أنيسومتري أو غشاء باطن تكيفي.
قد تتطلب التدخلات على الأطفال الصغار تخديرًا عامًا لتجنب المخاطر الناتجة عن الحركة اللاإرادية، ويكون الأطفال أكثر عرضة لفرك أو التلاعب بأعينهم بعد الجراحة. يجب حساب التغيرات التي تحدث في الخطأ الانكساري أثناء نمو العمر الطبيعي، ويكون الأطفال أكثر عرضة للإصابة بالضباب القرني بعد العملية الجراحية. هذا الخطر مهم بشكل خاص فيما يتعلق بالأطفال قصر النظر.
قامت إحدى الدراسات بتقييم نتائج تدخلات ليزك على 53 طفلاً تتراوح أعمارهم بين 10 أشهر و 16 عامًا يعانون من الحول الناقص المتغاير. تم اختيار ليزك لأنه كان يشعر أنه سيؤدي إلى مضاعفات أقل من ليزك وألم أقل بعد الجراحة من PRK. في التدخل، الذي تم تنفيذه تحت التخدير العام، تم تصحيح الخطأ الانكساري في العين الأضعف لموازنة الخطأ الانكساري للعين الأخرى. تم إجراء جراحة الحول في وقت لاحق إذا لزم الأمر. بعد سنة واحدة، تحسن أكثر من 60% في أفضل حدة بصرية (BCVA) في العين الأضعف. والجدير بالذكر أن أكثر من 80% أظهروا التشنج بعد العمليات الجراحية في حين أن أقل من 40% قد أظهروا التشنج من قبل.
وبصرف النظر عن الإجراءات الانعكاسية للقرنية (ليزك و PRK وليزيك)، يتم أيضًا تنفيذ الإجراءات الانكسارية الأولية (العدسات اللاصقة داخل العين وتبادل العدسة الانكسارية واستخراج العدسات الصافية) على الأطفال.

## روابط خارجية
- DJO | المجلة الرقمية لطب العيون